# キマーゼ
キマーゼ（Chymase, EC 3.4.21.39, 肥満細胞プロテアーゼ 1, 骨格筋プロテアーゼ, 皮膚キモトリプティックプロテアーゼ, 肥満細胞セリンプロテアーゼ, 骨格筋プロテアーゼ）は、主に肥満細胞に存在するセリンプロテアーゼ群である。mcpt8などのキマーゼは好塩基球にも存在する。最近、Derakhshanらは、特定の肥満細胞集団がMcpt8に対する転写産物を発現している事を報告した。キマーゼは幅広いペプチド分解活性を示し、様々な生体機能に関与する。例えば、寄生虫やその抗原への抗原抗体反応により粘膜肥満細胞から放出され、炎症反応を促進する。キマーゼmcp1、mcp2はネズミ鞭虫や他の線形動物を含む寄生虫感染における肥満細胞の脱顆粒マーカーとして使用される。また、アンジオテンシンIをアンジオテンシンIIへ変換することで高血圧や動脈硬化症に関与する。
炎症における役割から、喘息治療の標的分子として研究されている。